# Karl Erik Harr

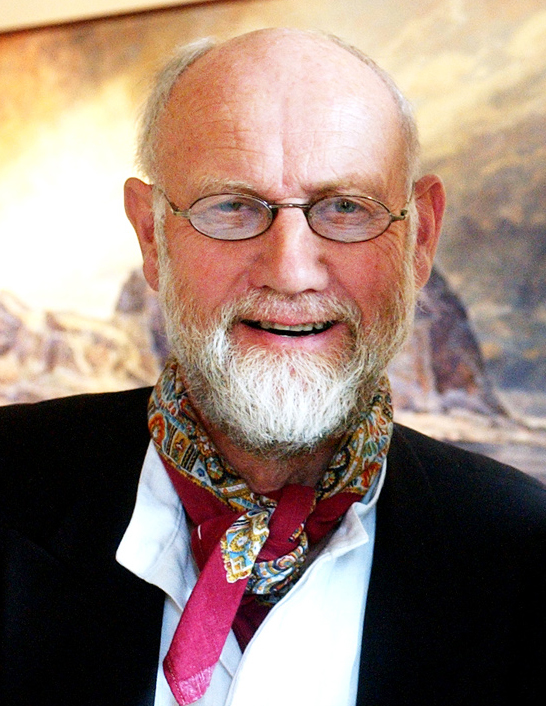
Harr 2006

Karl Erik Harr. född 8 maj 1940 i Kvæfjord, Troms, är en norsk målare, illustratör, kulturskribent och författare. Han målar i en romantisk realistisk stil, i synnerhet landskap och folkliv från Nordnorge. Harr fick som barn en bok om Theodor Kittelsen av sin far vilket inledde hans konstintresse. Han började att studera vid Kunst- og håndverksskolen 1960 och fortsatte på Statens Kunstakademi. Han har bland annat illustrerat böcker av Knut Hamsun, Petter Dass och Erik Bye och har även givit ut böcker med egen text.